# Індонезійсько-український словник

Індонезі́йсько-украї́нський словни́к — є першою лексикографічною працею з індонезійської мови у вітчизняному мовознавстві. Виданий у 2013 році видавництвом «Четверта хвиля» за фінансової підтримки Посольства Індонезії в Україні. Укладач Іжик Михайло Олегович.
Робота над словником розпочалася влітку 2009 року, після повернення автора з мовного стажування за урядовою освітньою програмою Республіки Індонезія «Darmasiswa» у м. Джакарта.
Словник містить 16 000 слів, що активно функціонують в індонезійській мові. Окрім загальновживаної лексики, він містить чимало понять з різних галузей знань — економіки, юриспруденції, медицини тощо. Понад 1500 акронімів та скорочень, які вживаються в сучасній індонезійській мові, виділені в окремий розділ.
Обсяг — 336 сторінок.
Тираж — 500 примірників (більшу частину тиражу передано до Посольства Індонезії в Україні, а також до Київського національного університету імені Тараса Шевченка).

## Презентація
Презентація словника відбулася 17 вересня 2013 року у «Президент Готелі». ЇЇ відвідали близько 250 гостей, серед яких: Голови іноземних представництв в Україні, високопосадовці з Верховної Ради України, МЗС України, Міністерства Культури та Туризму України, Міністерства Економіки України, Міністерства Освіти та Науки України, КМДА, представники релігійних конфесій в Україні, а також різних міжнародних організацій, бізнесмени, журналісти та друзі Індонезії в Україні.